# Zołota Nywa
Zołota Nywa (ukr. Золота Нива) – osiedle na Ukrainie, w obwodzie donieckim, w rejonie wołnowaskim. W 2001 liczyło 346 mieszkańców.